# Клан Каннингем

Герб вождей клан Каннингем

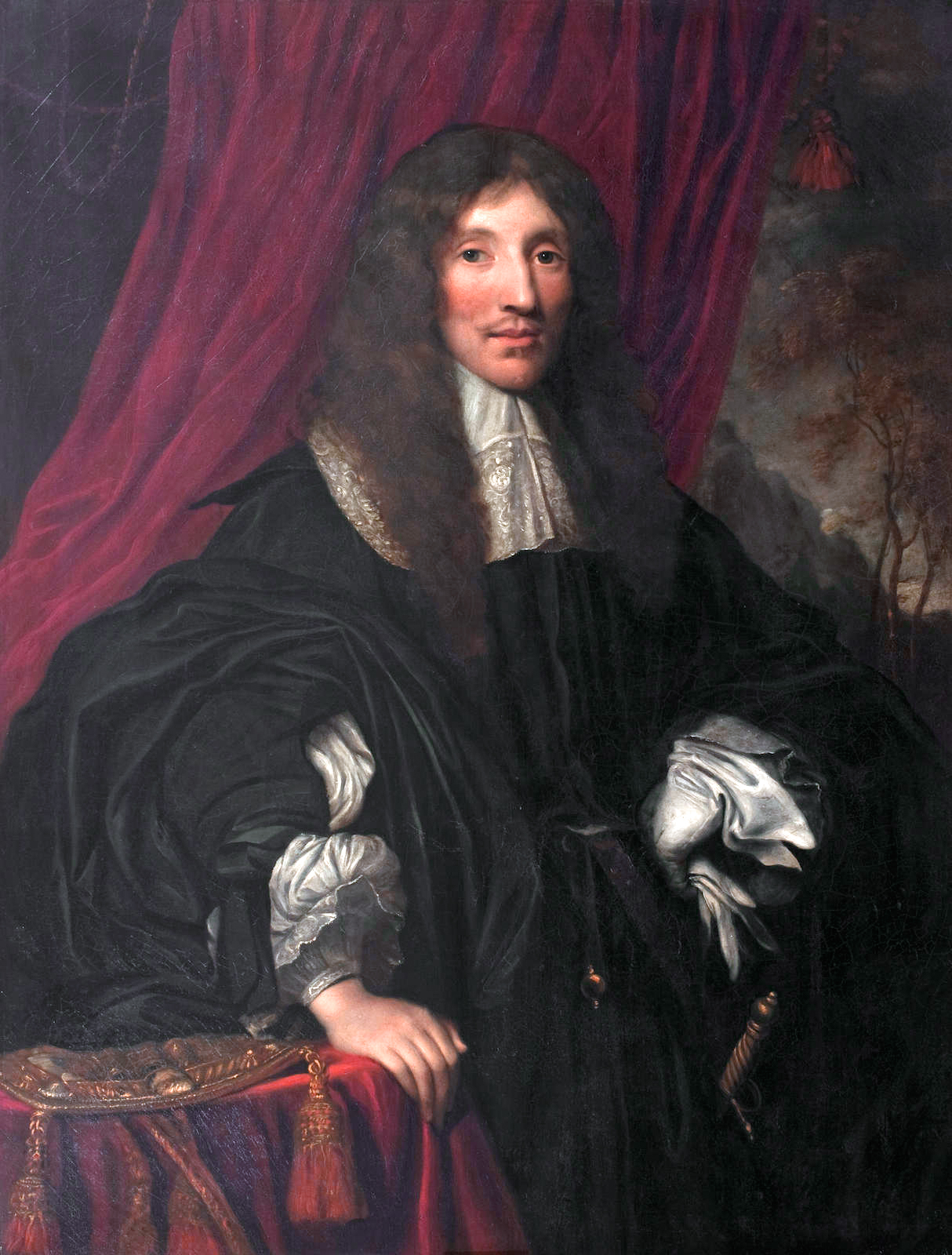
Уильям Каннингем, 9-й граф Гленкерн, портрет Джона Майкла Райта

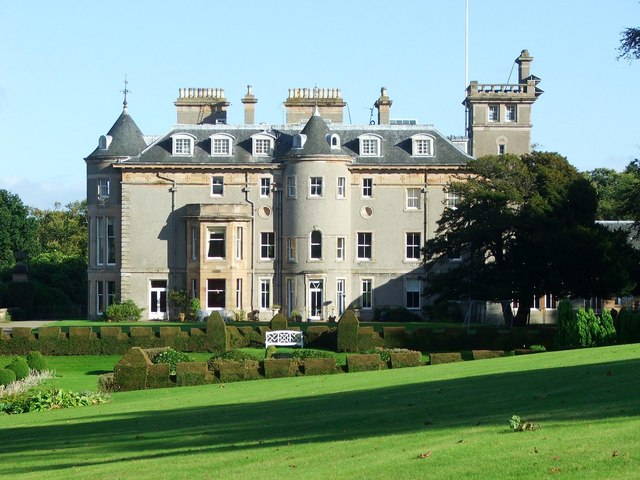
Замок Финлейстоун, современный вид

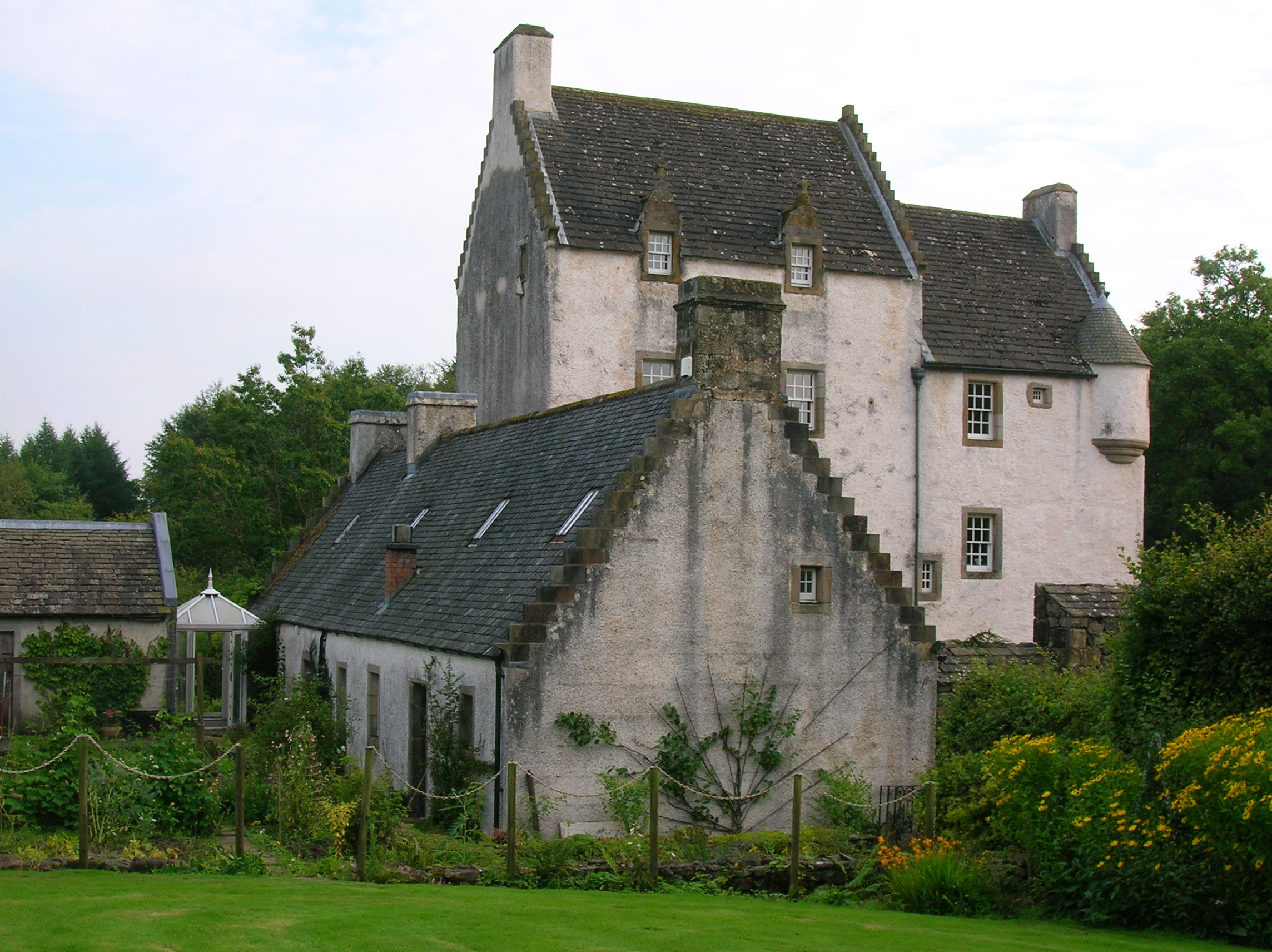
Замок Айкет

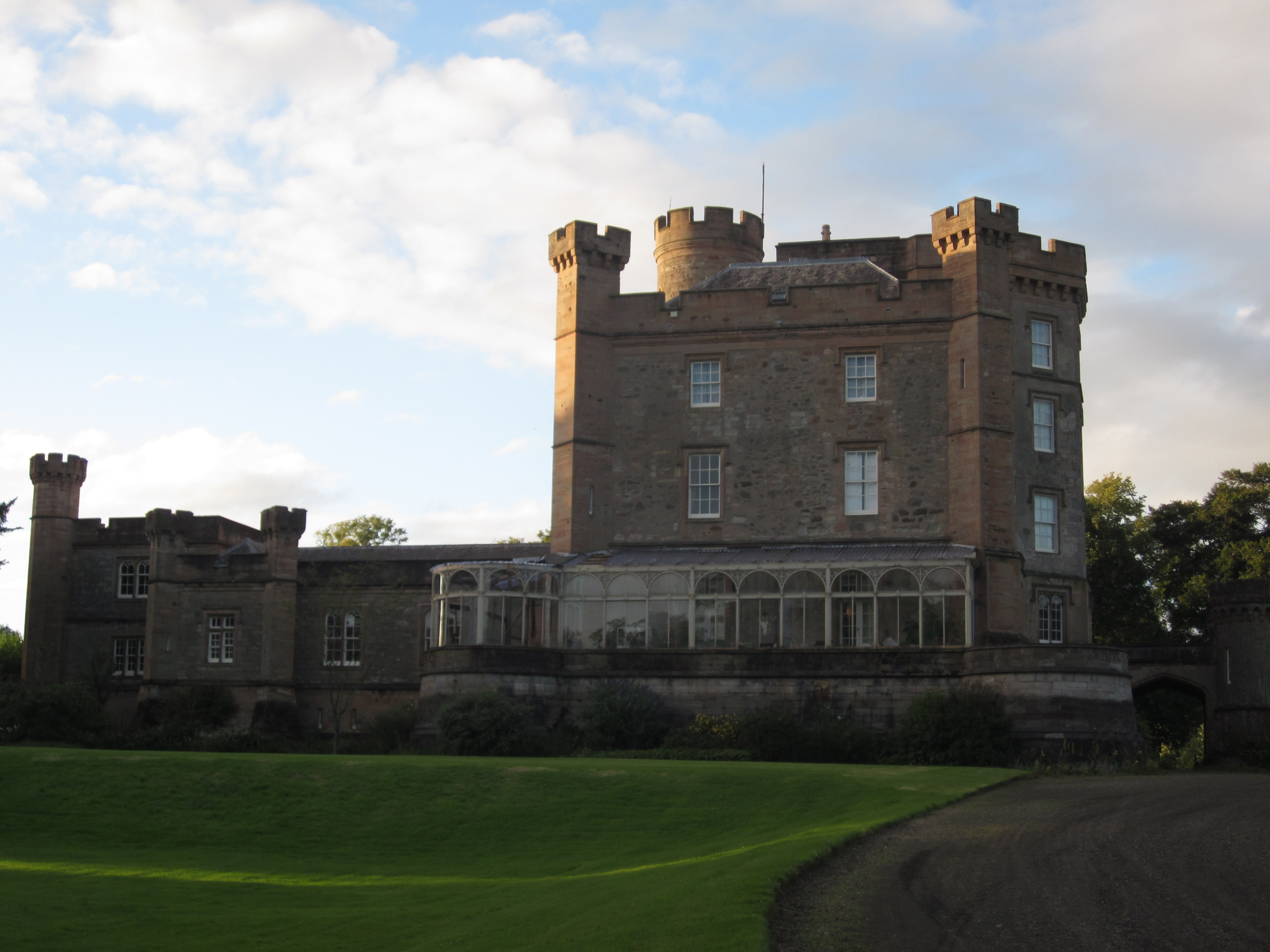
Замок Капрингтон

Клан Каннингем (шотл. — Clan Cunningham) — один из кланов равнинной части Шотландии. 18 декабря 2013 года сэр Джон Кристофер Фогго Монтгомери Каннингем, баронет из Корсхилла, был признан герольдами Шотландии и Лордом Лайоном вождем клана Каннингем. Клан больше 200 лет не имел своего вождя. Начиная с этой даты клан Каннингем снова стал полноценным кланом Шотландии. Кроме Шотландии, большое количество людей из клана Каннингем живет в Ирландии. Так что клан Каннингем является также ирландским кланом.
- Девиз клана: Over fork over (англ.) — «Работай вилами!» или «Скирдуй еще!»
- Земли клана: Айршир, Ренфрушир, Данбартоншир[англ.] и Дамфриссшир[англ.]
- Вождь клана: сэр Джон Кристофер Фогго Монтгомери Каннингем из Килмаерса, баронет из Корсхилла[1]
- Резиденция вождя клана: Замок Финлейстоун (шотл. — Finlaystone Castle)
- Союзные кланы: Грэхэм, Комин
- Враждебные кланы: Монтгомери.

## История клана Каннингем

### Происхождение клана Каннингем
Древнее название клана Каннингем — клан Канован (гэльск. — Canowan). Клан жил и владел землями в Эршире. Считается, что клан с таким названием существовал с VI века. Согласно исторической традиции считается, что король Шотландии Малкольм III наградил в 1059 году Малкольма, сына Фрескина из Танедома землями в Каннингеме. Поэтому название клана имеет территориальное происхождение. Название Каннингем предположительно происходит от гэльского слова cruinneag — круйннег — ведро молока. Возможно, название происходит от саксонского слова гам — ham — село.
Первый вождь клана, который получил королевскую грамоту на земли Каннингем был Варнебальд (шотл. — Warnebald) или его сын Роберт. Эту грамоту клан получил в 1160—1180-х годах. Существует легенда о том, как Малкольм мак Фрескин получил земли от короля Шотландии Малкольма III после того как он спрятал короля под сеном в сарае. И это отражено на гербе вождей клана — там изображен знак, который напоминает вилы. И в девизе клана — «Работай вилами». Но сэр Джордж Маккензи утверждает, что этот герб и гребень клана отражают то, что некогда предки вождей клана служили на королевской конюшне. Есть еще версия о том, что клан Каннингем был союзником клана Комин, на гербе которого были изображены снопы. Потом клан Комин был уничтожен кланом Брюс. И герб клана Каннингем с изображением вил является намеком на их бывших союзников.
Клан Каннингем владел землями в приходе Килмаерс в конце XIII века. Лэрд Килмаерса — Херви де Каннингем поддержал короля Шотландии Александра III во время войны с Норвегией и принимал участие в битве при Ларгсе в 1263 году. В следующем году он получил грамоту от короля Шотландии, в которой были подтверждены его право на земли, которыми он владел.

### XIV век — война за независимость Шотландии
Название клана и вождь клана Каннингем фигурируют в документе «Рагманские свитки» — вассальной присяге на верность королю Англии Эдуарду I Длинноногому, который в 1296 году захватил Шотландию и заставил вождей шотландских кланов присягнуть ему на верность. Но потом клан Каннингем присоединился к восстанию за независимость Шотландии, поддержав лидера повстанцев — Роберта Брюса, ставшего затем королем свободной Шотландии. Король Роберт Брюс был щедр к своим соратникам. После победы в 1319 году Роберт Брюс пожаловал клану Каннингем земли Ламбургтон в дополнение к землям Килмаерса, которыми клан уже владел. Сэр Уильям Каннингем из Килмаерса был среди шотландских дворян, которые выступили заложниками в Англию во время выкупа из плена короля Шотландии Дэвида II Брюса, попавшего в плен к англичанам. Старший сын сэра Уильяма — тоже Уильям женился на Маргарет, дочери сэра Роберта Деннистона и приобрел благодаря этому земли Гленкерн и Финлейстоун в Ренфрушире.

### XV—XVI века
Внук сэра Уильяма Каннингема, Александр Каннингем (1426—1488), получил титул лорда Килмаерса в 1462 году и затем получил титул графа Гленкерна. Один из его младших братьев был основателем ветви клана Каннингем из Капрингтона, которая позже прославилась в Шотландии. Другие известные ветви клана — Каннингем из Каннингемхеда, Каннингем из Робертленда и Каннингем из Корсхилла.
В 1488 году была вражда и война клана Каннингем с кланом Монтгомери. Клан Монтгомери сжёг замок Керело, который принадлежал клану Каннингем . Это было эпизодом вековой вражды, что, вероятно, началась из-за споров относительно должности бейли в Каннингеме, которые получил лорд Монтгомери в 1448 году. Эти два клана были на противоположных сторонах в битве при Сочиберне (1488): Хью Монтгомери среди повстанцев, а Александр Каннингем, 1-й граф Гленкерн, являлся сторонником короля Шотландии Якова III Стюарта, который был разбит. Давний спор за владение Бейли переросла в сплошную вендетту — кровную месть, которая длилась веками.
В XVI веке старая вражда и война продолжались. Эдвард Каннингем из Ошенхарви был убит в 1526 году, Арчибальд Каннингем из Ватерстоуна был убит в 1528 году. Замок Эглинтон, который принадлежал клану Монтгомери, был сожжен кланом Каннингем в том же году. В апреле 1586 года Хью Монтгомери, 4-й граф Эглинтон, в возрасте 24 лет, отправился в Стерлинг на заседание суда в связи повеление короля только в сопровождении нескольких прислуги. Он остановился в замке Лейншоу, чтобы пообедать со своим близким родственником — Монтгомери — лордом Лейншоу. Его женой была леди Маргарет Каннингем из замка Айкет, которая имела сестер, которые были в браке с Джоном Каннингемом из Корсхилла и Дэвидом Каннингемом из Робертленда. Похоже, что заговор с целью убить графа, был организован самой леди и, возможно, служанкой, которая также была из клана Каннингем. Как только граф покинул замок, в замке выставили белую салфетку, которая была знаком для засады. 30 человек из клана Каннингем напали на графа, когда он пересекал Анник-Форд. Убили его слуг, самого графа застрелил из пистолета Джон Каннингем из замка Клонбейт. Конь графа понес его тело вдоль реки, которая называется еще Плач, Траур или Путь Вдов. Начались акты мести. Много людей из клана Каннингем были убиты. Джон Каннингем из Айкета был убит возле своего дома, Каннингемы из Робертленда и Корсхилла бежали в Данию. Клонбейт был убит возле замка Гамильтон — его убили Роберт Монтгомери и Джон Поллок. Роберт потом убил графа Гленкерна — брата коменданта аббатства Килуиннинг. Правительство короля Шотландии Якова VI требовало от кланов примирения и заставило вождей кланов помириться и пожать друг другу руки. В 1661 году лорд-канцлер Шотландии Уильям Каннингем, 9-й граф Гленкерн (1610—1664), женился на Маргарет Монтгомери, дочери Александра Монтгомери, 6-го графа Эглинтона, и это подвело черту под враждой двух кланов.
В 1513 году Катберт Каннингем, 3-й граф Гленкайрн (1476—1541), принимал участие в битве при Флоддене . Александр Каннингем, 5-й граф Гленкерн (ум. 1574), был протестантом, реформатором церкви и покровителем Джона Нокса. Англия увидела в Реформации возможность создать проблемы для короны Шотландии и граф Гленкерн был обвинен в финансировании еретиков. Граф Гленкайрн восстал против королевы Шотландии Марии Стюарт, которая была католичкой. В битве при Карберри-Хилл в 1567 году, в которой сторонники королевы Марии Стюарт были разбиты, граф Гленкерн был одним из командиров армии повстанцев. Затем граф Гленкерн приказал уничтожить королевскую часовню в Холируде. Клан Каннингем был среди тех шотландских кланов, которые начали переселение и колонизацию Северной Ирландии — Ольстера. Сэр Джеймс Каннингем женился женился на дочери графа Гленкерна и получил 5 000 акров в графстве Донегол (Ирландия). Сейчас фамилию Каннингем очень распространено в Ольстере и входит в 70 самых распространенных фамилий.

### XVII век — гражданская война
Во время Гражданской войны на Британских островах Уильям Каннингем, 9-й граф Гленкерн, поддержал короля Англии и Шотландии Карла II Стюарта. В 1653 году граф Гленкайрн поднял армию, которая противостояла генералу Джорджу Монку. В августе 1653 года граф Гленкерн повел армию Лохерн (Пертшир), где он встретился с вождями кланов Хайленда. В 1654 году граф Гленкерн с армией захватил Элгин. Затем он призвал к восстанию всю Шотландию против Оливера Кромвеля, но восстание было неудачным. Повстанцев-роялистов разбили, но граф Гленкерн спасся, и после Реставрации монархии в 1661 году получил должность лорд-канцлера Шотландии.
В 1669 году сэр Джон Каннингем из Капрингтона, выдающийся юрист получил титул баронета Новой Шотландии от короля Англии и Шотландии Карла II Стюарта.

### XVIII век — восстание якобитов
Во время восстания якобитов клан в целом поддержал правительство Великобритании. Во время битвы при Каллодене в 1746 году британской артиллерией, которая обстреливала наступающих якобитов картечью, была батарея Каннингема, хотя Арчибальд Каннингем, который должен был ею командовать, уже 2 месяца был мертв..
Александр Каннингем (1655—1737) был писателем, историком, британским посланником в Венеции с 1715 по 1720 год. Чарльз Каннингем был художником, известный своими историческими картинами, некоторые из которых находятся в Эрмитаже в Санкт-Петербурге, а также в Берлине. Уильям Каннингем из Робертленда был другом поэта Роберта Бернса. Аллан Каннингем (1784—1842) был поэтом, многие критики считали, что его мастерство не превзошла только Роберта Бернса. Аллана Каннингема поддержал сэр Вальтер Скотт, который занимался детьми Алана Каннингема после его смерти.

### Замки клана Каннингем
- Замок Финлейстоун[англ.] (его называют ещё Финлейстоун-хаус), расположенный возле Порт-Глазго в графстве Инверклайд (недалеко от границы с графством Ренфрушир), принадлежал с 1399 по 1873 годы клану Каннингем (вождями клана были лорды Килмаерса с 1399 по 1488 годы, а затем графы Гленкер с 1488 по 1796 годы, когда основная линия графов и вождей клана угасла, и клан не имел вождя вплоть до XXI века. В 1797 году замок был передан наследникам вождей клана Каннингем — Роберту Каннингему Грэму из Дартмора. В 1873 году замок был продан Кидстонам, а потом замок перешёл к клану Макмиллан в 1929 году[6].
- Замок Килмаерс[англ.] — в двух с половиной милях на север от Килмарнока в графстве Айршир, датируется 1620 годом, хотя земли Килмаерс принадлежали клану Каннингем с XIII века[7].
- Замок Гленкерн (Glencairn Castle) — теперь известный как Максвелтон-хаус, находится в нескольких милях на восток от Мониаива в Дамфрисе-и-Галлоуэе. Здание XVII века, дом из двух этажей, включает в себя особняк и башню более поздней постройки. До перестройки на этом месте находились более древние оборонительные сооружения. Замок принадлежал графам Гленкерн. Замок был продан семье Лори в 1611 году и они изменили название замка с Гленкерн на Максвелтон[7].
- Замок Капрингтон[англ.] — примерно в двух милях на северо-запад от Килмарнока, Эршир. Основная застройка начала XV века. Сначала замок принадлежал клану Уоллес из Сандрума, но потом, в результате брака в 1425 году замок перешёл в собственность клана Каннингем, который назвал этот замок Капрингтон[7].
- Замок Айкет[англ.] — примерно в четырех милях к юго-востоку от Бейта, Эршир, строительство датируется XVI веком[7]. Потом башню и здания перестраивали. Земли вокруг замка принадлежали линии Каннингем из Айкета с XV века, возможно и раньше. Замок перешел в собственность клана Данлоп в XVIII веке[7]. Потом замок постепенно разрушался, использовался для размещения сельскохозяйственных рабочих, пока он не сгорел дотла в 1960-х годах[7].
- Замок Робертленд[англ.] — около одной мили на северо-восток от Стевартона, Эршир. Принадлежал клану Каннингем с 1506 года. Обладателем замка был Дэвид Каннингем из Робертленда, который убил Хью Монтгомери. Но Дэвида Каннингема позже выследили и убили. Вражда между кланами Каннингем и Монтгомери продолжалась еще долго[7].
- Замок Керело — построен кланом Каннингем — графами Гленкерн. Был разрушен в 1488 году кланом Монтгомери. Вновь вернул себе этот замок клан Кэннингэм и частично отстроил в 1528 году[7].
- Замок Ошенхарви[англ.][7]
- Замок Корсхилл[англ.] — Стьюартон[7].
- Замок Лейншоу[англ.] — Стьюартон[7].
- Замок Клонбейт[англ.] — Ошентибер[7].
- Замок Монтгринан[англ.] — Ошентибер[7].
- Замок Гленгарнок[англ.][7].